# Cardiocladius travassosi
Cardiocladius travassosi är en tvåvingeart som beskrevs av Oliveira 1951. Cardiocladius travassosi ingår i släktet Cardiocladius och familjen fjädermyggor. Inga underarter finns listade i Catalogue of Life.